# Fokker D.VIII
Fokker E.V là một loại máy bay tiêm kích của Đức, do Reinhold Platz thiết kế, Fokker-Flugzeugwerke chế tạo.

## Biến thể
- V 26:
- V 28:
- V 30:

## Quốc gia sử dụng
Bỉ
- Không quân Bỉ.

 German Empire
- Luftstreitkräfte
- Kaiserliche Marine

 Ba Lan
- Không quân Ba Lan

 Soviet Union
- Không quân Liên Xô

 Hoa Kỳ

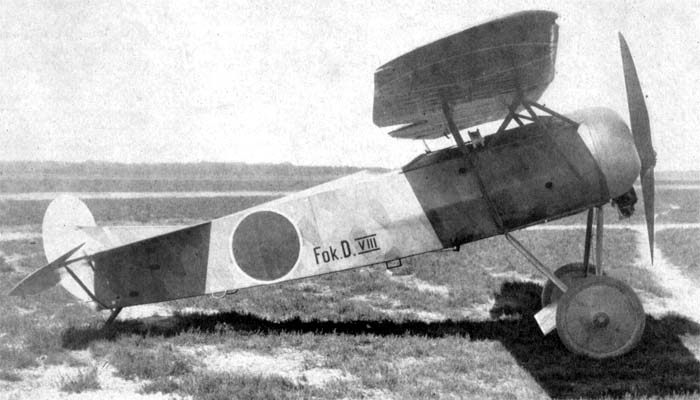
Fokker D.VIII của Hà Lan

- Cục Không quân Lục quân Hoa Kỳ - Sau chiến tranh.

## Tính năng kỹ chiến thuật (D.VIII)
Dữ liệu lấy từ German Aircraft of the First World War
Đặc tính tổng quan
- Kíp lái: 1
- Chiều dài: 5,86 m (19 ft 3 in)
- Sải cánh: 8,34 m (27 ft 4 in)
- Chiều cao: 2,6 m (8 ft 6 in)
- Diện tích cánh: 10,7 m2 (115 foot vuông)
- Trọng lượng rỗng: 405 kg (893 lb)
- Trọng lượng có tải: 605 kg (1.334 lb)
- Động cơ: 1 × Oberursel UR.II , 82 kW (110 hp)

Hiệu suất bay
- Vận tốc cực đại: 204 km/h (127 mph; 110 kn)
- Thời gian bay: 1,5 h
- Trần bay: 6.000 m (19.685 ft)
- Vận tốc lên cao: 8,333 m/s (1.640,4 ft/min)
- Thời gian lên độ cao: 

  - 1,000 m (3 ft) trong 2 phút
  - 4,000 m (13 ft) trong 10 phút 45 giây

Vũ khí trang bị

- Súng: 2 × súng máy 7,92 mm (0 in) Spandau MG08